# Stat
För andra betydelser, se Stat (olika betydelser).

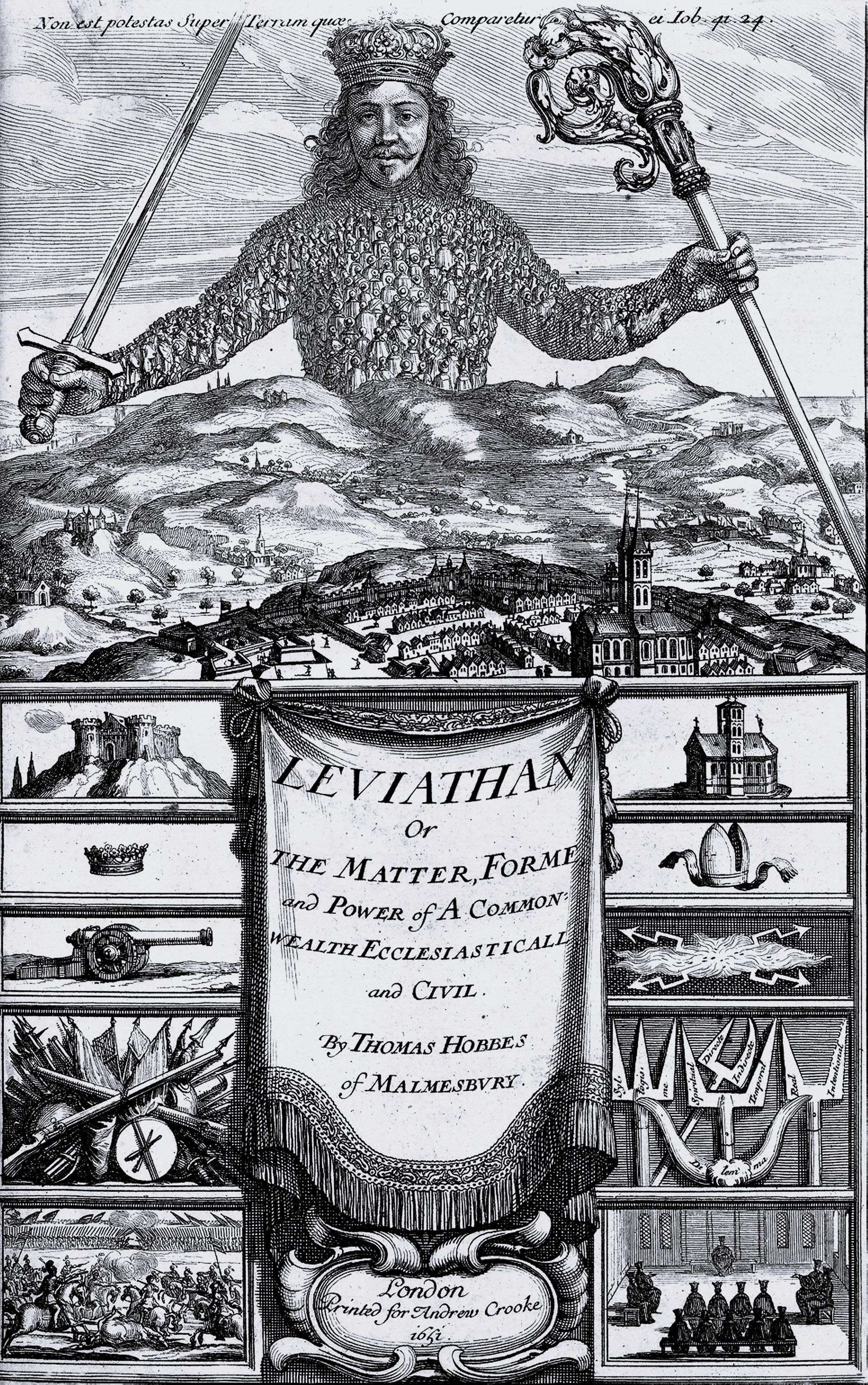
Frontespis för Thomas Hobbes Leviathan, tecknad av Abraham Bosse. I boken målas bilden upp av naturtillståndet, ett tillstånd som mänskligheten skulle vara i om det inte fanns någon stat.

Stat (av lat. status, ställning, fast ordning) (äldre benämning på den svenska staten: kronan) är en grupp av institutioner som innehar auktoriteten att upprätta reglerna för att regera folket i ett land eller flera länder, och som innehar intern eller extern suveränitet över ett givet geografiskt område. Redan Aristoteles påvisade att människor alltid levt i samhällen, men dessa saknar hos primitiva folk utbildad statskaraktär.  Staten kräver kontinuitet och dess rättsordning gäller över det område där statsmedlemmarna är bosatta, oavsett deras härstamning. När personer tar rättvisan i egna händer, i strid mot staten, enskilt eller genom icke-statliga arméer, betraktas detta som statsförfall.
I internationell rätt brukar andra staters erkännande av en stats oberoende betraktas som nyckeln till suveränitet. Eftersom en stat har flera åtaganden som måste förvaltas och finansieras, har stater bland annat beskattningsrätt, och fungerar som arbetsgivare (Offentlig sektor).

## Ordets etymologi och begreppets avgränsning
Ordet stat har sina etymologiska rötter i lat. status. Ordet är samnordiskt och är i de moderna nordiska språken inlånat via medeltidslatin och medeltidshögtyska. Det fornsvenska ordet ståt är resultat av ett tidigare inlån av samma latinska grundord, men har till skillnad från stat deltagit i den ljudlagsenliga utvecklingen av a > å i yngre fornsvenska.
Näraliggande begrepp är rike och land enligt SAOB. Även entitet, delstat, förbundsstat, departement samt imperium, federation och union är relevanta, jämförbara begrepp strax under respektive över det typiska statsbegreppet.
Termen avser normalt en sammanslutning av människor under en gemensam rättsordning, men kan också syfta på de centrala offentliga maktinstitutionerna eller myndigheterna som helhet. I äldre tid användes i Sverige samlingsbeteckningen statsverket för statens samlade myndighetsverksamhet. Med stat kan även avses en högsta instans i den offentliga förvaltningen, som i "Kungliga hovstaterna", vilket betecknar statschefens administrativa enheter i vissa parlamentariska monarkier.

## Montevideokonventionen
Ett av kriterierna som vanligtvis citeras vid statsanspråk, på grund av svårigheter att få ett internationellt erkännande, är Montevideokonventionen. Denna konvention signerades den 26 december 1933 av USA, Honduras, El Salvador, Dominikanska republiken, Haiti, Argentina, Venezuela, Uruguay, Paraguay, Mexiko, Panama, Bolivia, Guatemala, Brasilien, Ecuador, Nicaragua, Colombia, Chile, Peru och Kuba, men antogs aldrig över lag internationellt. Montevideokonventionen har fyra nödvändiga och tillräckliga kriterier för att en entitet ska kunna bli erkänd som en stat:
- en permanent befolkning
- ett definierat territorium
- en regering
- kapacitet att ingå relationer med andra stater

Dessa kriterier är en formulering av redan tidigare tillämpad internationell praxis. Konventionen upptogs av Nationernas Förbund i League of Nations Treaty Series, vol. 165, sid. 20-43.
På grund av att dessa kriterier är relativt enkla att uppnå, har inte Montevideokonventionen accepterats av världssamfundet som allmängiltig definition och de flesta länder använder istället den konstruktivistiska teorin om statsstatus som fixpunkt.

## Statsbegreppets framväxt

### Forntiden och antiken
De äldsta källorna till statsbegreppet framhåller tydligt en teokratisk statslära, att makten vilade på ett gudomligt ursprung. Detta var fallet i Babylonien, forntidens Egypten och Gamla testamentets Israel. I Egypten tog teokratismen sig uttryck i att kungen ansågs vara ättling till gudarna, och i de båda andra fallen att kungen fått sin makt av en gud. Genom kristendomen spreds den judiska teokratiska uppfattningen från Orienten till övriga delar av världen. Ett vittne om ett sådant arv är kröningen. Som en konsekvens ansågs också lagen vara av gudomligt ursprung, varmed varje rättssats uppfattades som en gudomlig befallning.
Begreppet "stat" härrör från antiken och stadsstaterna i Medelhavsländerna. Framför allt genom Platons och Aristoteles respektive verk har synen på staten och dess ändamål bevarats från denna tid; i anslutning till de politiska teorierna växte också staterna fram i en ömsesidig påverkan, om än denna utveckling kan kompliceras med ideologiska resonemang. Kännetecknande för den grekiska statsuppfattningen var att betrakta staten som en naturlig ordning.
Aristoteles börjar sin Politiken med en definition av staten: en stat är en politisk sammanslutning av något slag, och sammanslutningen ingås för att människorna har något gott i sikte som de vill uppnå därmed (I:I). Huruvida "staten" åsyftar härskaren eller om det har en vidare betydelse har varit en omdebatterad fråga allt sedan Aristoteles (III:I). Ludvig XIV av Frankrike lär till exempel ha yttrat: "L’État, c’est moi" (Staten, det är jag). Aristoteles menar att en stat kännetecknas av att den har medborgare; de bosatta i ett territorium har olika politiska rättigheter i olika statsskick, men bara de med politiska rättigheter är medborgare. Vad som avses med "stat" kan alltså skilja sig åt i olika statsskick: i en demokrati har fler politisk makt varmed själva statsorganet är större enligt detta synsätt. Ett område med bara en härskare och dennes slavar, är enligt Aristoteles synsätt inte en stat. Slutsatsen delas av Platon som i Staten (II) menar att den minsta staten utgörs av fyra eller fem individer, men han kommer fram till detta på andra grunder: minimum för en stat är att den har en jordbrukare, en byggare, en vävare, en skomakare, och möjligen någon annan hantverkare. För Platon konstitueras nämligen staten av en arbetsfördelning, och inte av en maktinstans; det primära är fördelningen och organisationen, och inte viljan till makt hos en eller flera individer: "En stat uppstår genom att envar av oss icke är sig själv nog eller kan bestå för sig själv, utan befinner sig vara i behov av mycket".
Enligt Aristoteles organiska statsideal, bör staten vara överställd individen, eftersom staten jämförs med kroppen och individerna med olika kroppsdelar: "om hela kroppen förstörs finns ingen fot eller hand" (I:II). Staten kan alltså dels sägas vara konkret, själva organet för statsmakten (regeringen och förvaltningen, som i betydelsen "svenska staten"), men även något större och mera abstrakt än detta (dess konstitution).
Staten är för Aristoteles naturlig, och han betraktar hierarkin, arbetsfördelningen och delegeringen i staten som naturliga. Den har uppstått ur familjen, via mer primitiva samhällen. Rättvisan, rättsordningen och rättskipningen binder samman individerna i staten. (I:II). Denna syn på den naturliga staten och dess förhållande till lag och rätt, brukar sägas vara födelsen av naturrätten, och hans definition kom i hög grad att påverka utvecklingen av statsbegreppet från och med medeltiden, då många av Europas statsbildningar grundlades.
Enligt den aristoteliska traditionen skall staten erbjuda människorna en naturlig fördelning av de materiella tillgångarna, rättvisa och beskydd, men också moralisk odling. För att försvara sig mot andra makter måste vidare staten ha en armé (II:VI).
En stat har alltså en konstitution, vilken skiljer sig åt beroende på statsskick och land. Alla konstitutioner har dock enligt Aristoteles tre element (IV:XIV-XVI): 
- stipulerandet av en maktinstans som mellanstatligt beslutar över krig och fred, och inomstatligt utdelar straff
- en bestämmelse över vilka som skall ha makt att döma, och hur dessa poster skall tillsättas
- en bestämmelse över hur den juridiska eller dömande makten skall organiseras.

### Medeltiden
Med Kyrkans inträde, blev den teokratiska statsuppfattningen den gällande, från och med Konstantin den store. Samtidigt fick Romersk-katolska kyrkan en position som världsmakt, men i realiteten var påven ofta beroende av de kejsare de krönte, vilka grundade feodala samhällen. Under hela medeltiden utspelade sig en maktkamp mellan Kyrkan och den världsliga staten, och de rivaliserande parterna motsvarades av två olika teokratiska teorier eftersom båda gjorde anspråk på gudomlig rätt till sina stater. Båda de teokratiska statsteorierna grundade sig på den teokratiska naturrätten. Augustinus och Thomas av Aquino blev den kyrkliga teokratismens främsta uttolkare. Medeltiden igenom kämpade Kyrkan för att upprätta det romerska världsriket, en universell monarki, vilket Heliga romerska riket av tysk nation var ett resultat av.

### Modern tid
Med medeltidens slut vann den kejserliga teokratismen över den kyrkliga, och staterna legitimerades av Dei gratia, såsom kungadömen av Guds nåde. Med ett sådant maktanspråk var statsöverhuvudet ensam lagstiftare.
Enligt en omstridd uppfattning var det Niccolò Machiavelli som lanserade ordet stat i betydelsen 'en territoriell suverän makt' 1532 i Fursten. Innan dess hade "stat" avsett stadsstater, men från och med Machiavellis tid börjar ordet avse ett helt land och dess styrelse, som ordet vanligen förstås i modernt språkbruk. I första kapitlet slår han också fast att det finns två slag av stater: republiker och furstendömen. Något modifierat har denna uppdelning av stater blivit bestående, om man med "furstendöme" avser monarkier.
Jean Bodins verk och fördragen vid Westfaliska freden brukar allmänt betraktas som konstituerande för statsbegreppet och staters suveränitet, såsom det kom att utvecklas när imperierna övergick i suveräna stater. Påverkad av dessa fördrag menar Emerich de Vattel, en av den moderna folk- och krigsrättens fäder, att "stat" har två sammantvinnade betydelser. Å ena sidan är en stat en politisk konstitution, men å andra ett mänskligt samhälle i vilken människorna är förenade i en strävan efter att med gemensamma krafter uppnå gemensam säkerhet och gemensamma fördelar. Auktoriteten i ett sådant samhälle innehas av det politiska konstitutionen, av suveränen som äger suveränitet över samhället. En suverän stat (självständig stat) är enligt de Vattel en sådan sammanslutning, som är oberoende av andra stater och som regerar över sig själv. de Vattel definierar sådana självständiga stater som juridiska personer.
I och med att naturrätten sekulariserades samt med uppkomsten av folksuveränitetsprincipen kringskars statsmakten, och statens medborgare tillerkändes rätten till revolution mot denna. Staten bands, enligt denna nya uppfattning, samman av ett samhällsfördrag, och inte av en ensam härskares rätt.
Den tyske filosofen G.W.F. Hegels statsbegrepp har vidare varit betydelsefullt, i första hand för nationalister av olika slag, och för marxister. Staten, skriver Hegel i Rättsfilosofin, är en etisk idé som genom viljan verkliggjorts (§ 257), till en "i sig själv /.../ komplett, oberoende totalitet" (§ 330). Den etiska viljan är fullkomligt rationell, och är vad som utgör enheten mellan det kollektiva och det individuella, varför medborgare är förpliktigade att leva efter den (§ 258). Den etiska idén är dock inte detsamma som statens historiska grundval eller dess legitimitet; den är anden som realiserar sig själv genom att oupphörligen aktualisera sig i individen. Endast inom staten kan individen vara fri. Den politiska formen är statens organisation (§ 271), och statsfunkionerna är den verkställande makten och den lagstiftande makten (§ 272).

### Nationalismen
Från och med romantiken och 1800-talet uppstod en nationalism, delvis på Hegels teori men kanske i högre grad under påverkan från Frankrike, som strävade efter att bilda nationalstater, det vill säga "naturliga" stater som legitimeras på grundval av att befolkningen tillhör samma nation. I och med detta började stater att definieras utifrån medborgarnas etnicitet, och nya anspråk på statsbildningar att ställas. Som en följd av detta ideal begränsades minoriteters medborgerliga rättigheter (som judarnas i Nazityskland). Uppfattningarna om vad nationalstater är kan grovt sett ingrupperas i två riktningar: primordialism och konstruktivism. Primordialister ser nationen som ursprunglig, och antingen betingad av härkomst, religion, modersmål eller "ras". Konstruktivister ser nationerna som politiska skapelser inom staterna. Dessa teorier har fått en omfattande betydelse för definitionen av staten, huruvida denna eller nationen är det primära. Visst är emellertid att nationer mer eller mindre konstruerades från och med 1800-talet i Europa, då "bönderna gjordes till fransmän" eller andra nationer genom staternas utbildningssystem, rättssystem och administration. I och med den franska revolutionen skedde ytterligare en omvärdering av staten, såsom tillhörig folket (folksuveränitetsprincipen) och inte en suverän.
Max Weber lanserade under början av 1900-talet en egen definition av en stat, relaterat till västligt socialt tänkande: han menade att den är ett politiskt förbund av mänskligt samhälle som har ensamrätt på legitimt våldsutövande i ett territorium, och att ett sådant anspråk på ensamrätt är framgångsrikt. Att ensamrätten är legitim innebär för Weber att invånarna i staten godkänner den, oavsett på vilka grunder de gör det. Om ensamrätten inte kan försvaras övergår staten i anarki eller i händerna på en annan.
Enligt en förhärskande uppfattning avses alltså med "stat" en samhällsbildning; ett territorium i vilket det finns medborgare; att staten gör anspråk på yttre och inre suveränitet, varmed det finns en överhöghet vars regler och normer medborgarna är skyldiga att åtlyda, och därmed statliga tvångsmedel. I den moderna staten finns även institutioner i vilka en politisk verksamhet äger rum (regering, organisationer, med mera).

## Världens stater
Sedan senare delen av 1800-talet har praktiskt taget all beboelig landyta på jorden delats upp i nationalstater. Tidigare fanns det relativt stora områden som ingen gjorde anspråk på, som antingen var obebodda eller befolkade av nomadiserande folk som inte var organiserade i stater. För närvarande finns mer än 200 politiska sammanslutningar som antingen är erkända som stater eller gör anspråk på att vara det. 193 stater är fullvärdiga medlemmar av Förenta nationerna, och antalet stater i världen brukar ofta anges till 194. Utöver de 193 medlemsstaterna räknar FN även Heliga stolen (Vatikanstaten) som en stat. Vatikanstaten har valt att stå utanför FN, där man enbart har observatörstatus utan rösträtt. Vatikanstatens självständighet är dock sedan 1929 internationellt erkänd.

## Statsskick
En stat kan vara organiserad på flera olika sätt, vilket kan analyseras från flera olika synhåll. En traditionell indelning, i Machiavellis efterföljd, är att klassificera stater antingen som monarkier eller republiker, beroende på vilken titel och vilken makt statschefen har. Monarkier kan underordnas i bland annat kejsardömen, kungadömen, furstendömen, och emirat.
Ett synsätt som vunnit terräng under 1900-talet är att indela stater i demokratier eller diktaturer beroende på graden av politisk representation i lagstiftande organ, politisk jämlikhet och rösträtt, majoritetsbeslut, samt demokratiska fri- och rättigheter (som de mänskliga rättigheterna). Detta synsätt kan vara kontroversiellt, eftersom den västerländska demokratin inte globalt eller ideologiskt sett är vedertagen som den enda rätta formen, även om den är klart dominerande, åtminstone i västvärlden. Marxister kallar den liberala demokratin borgerlig demokrati, och har en något annorlunda syn på denna. För att en stat skall kallas demokratisk förutsätts som regel i västvärlden att det finns ett flerpartisystem, medan enpartistater, som ibland av sina företrädare har kallats "folkdemokratier", vanligen uppfattas som diktaturer. Ett utmärkande drag för en demokrati, enligt ett synsätt som bland annat grundar sig på den liberala politiska tänkaren Karl Popper, är att det i en demokrati är praktiskt möjligt för folket att byta ut de styrande på ett fredligt sätt. I Montesquieus efterföljd, brukar liberaler ofta ta maktdelningen i beaktande när demokratin analyseras.

En federation, i det här fallet Tyskland, är en stat som delas in i delstater.

Statsskicket kan vidare kategoriseras efter dess organisatoriska sammansättning, i enhetsstater, konfederationer och federationer. Enhetsstaten kännetecknas av centralstyre, fastän viss delegering med lokalt självstyre kan förekomma, som fallet är i till exempel Sverige och dess kommuner. En konfederation är ett förbund av ett antal suveräna stater, till exempel Benelux. Med federationer avses förbundsstater i vilka de ingående staterna (delstaterna) har rätt att stifta lagar, men för gemensam politik i vissa frågor, som fallet är i Tyskland och USA. 
I perioder har frågan om en stat är konstitutionell eller inte satts i förgrunden. Med detta avses huruvida staten har en grundlag (en konstitution, jämför konstitutionalism), och brukar sättas i motsats till auktoritära styren, eftersom frånvaron av en konstitution vanligen förekommer i stater som saknar en tydlig maktdelning.
Beroende av vilket slag av regering som finns i ett land, kan länder även indelas i presidentstyren och parlamentariska styren, samt semipresidentialism som är en blandform. Presidentialism förekommer som regel endast i republiker, eftersom en president som regel är statschef, men parlamentarism förekommer i konstitutionella monarkier. Absoluta monarkier följer nödvändigtvis inte detta (västerländska) mönster; se Förenade arabemiraten.
Det finns ett flertal andra sätt att kategorisera stater, av vilka en del, till exempel Aristoteles’, förlorat relevans på grund av en förändrad världsbild.  För kulturgeografer och humanister kan andra indelningar vara aktuella än för statsvetare, och i stället ta fasta på statens läge (kustlösa stater, öriken, enklaver, med mera), dess demografi, religion eller historia (nationalstater, muslimska länder, teokratier etc), eller dess utsträckning (stadsstater, taifa, imperier).

## Relation till medborgarna
Eftersom staten har till uppgift att säkra medborgarnas trygghet i olika hänseenden, har staten beskattningsrätt för att kunna finansiera polis, militär, utbildning, social trygghet, och löner till dem som har staten som arbetsgivare. Sådana åtaganden inom staten gäller i första hand statens medborgare. Vilka som räknas till medborgare är vanligen klart definierat i register, identitetshandlingar och pass. Bara medborgare har rätt att bo och arbeta inom en stats territorium utan särskilt tillstånd. De människor som inte är medborgare i en stat kallas statslösa. Genom internationella konventioner, som till exempel Europakonventionen, har dock stater vissa skyldigheter mot alla människor, oavsett medborgarskap.
Relationen mellan stat och medborgare består i statens kontroll och interaktion med medborgarna, och medborgarnas skyldigheter och rättigheter. Vad dessa områden innefattar är i stor utsträckning beroende av politiska beslut, vilka i sin tur påverkas av påtryckargrupper och internationella ramverk.
För att staten skall kunna kontrollera medborgarna krävs folkbokföringar, där det framgår vilka barn som omfattas av skolplikt, vilka medborgare som skall kallas till värnplikt, hur mycket pengar medborgarna har som skall beskattas, med mera. Kontrollverksamheten inbegriper även företag och organisationer i landet. I stater med korporativism, som Sverige, har intressegrupper nära band med staten, vilket leder till en interventionistisk stat, medan en del andra länder upprättar tydliga skiljelinjer mellan staten och medborgarna. I stater med stor offentlig sektor, återigen som i Sverige, är skatterna höga i gengäld mot att staten försäkrar medborgarna vissa förmåner. I synnerhet liberaler och stater som styrts länge av liberala partier, förordar i stället lägre skatter och individens ansvar för sin egen trygghet. Höga skattesatser motiveras av socialister och socialdemokrater av att de fungerar utjämningspolitiskt och minskar de sociala klyftorna i samhället. Denna ideologiska polarisering i fråga om statens beskattningsrätt uppkom under efterkrigstiden.
Ytterligare frågor är på vilket sätt medborgarna skall samspela med staten, och därmed byråkratins inre organisation och handlingssätt: centralisering eller decentralisering, representativ demokrati eller direktdemokrati, socialisering eller privatisering, detaljstyrning eller målstyrning. Statens främsta styrningsmedel är lagarna, och dess myndigheter. Staten har ensamrätt på att anta lagar, vilket hänger ihop med våldsmonopolet. Med lagarna följer att vissa handlingar förklaras som brottsliga och straffbeläggs; att följa lagen hör till medborgarnas skyldigheter. Att döma i brottmål och verkställa straff blir därför som följd delar av den statliga verksamheten.  
Till medborgarnas rättigheter hör rätten att få utbildning. Utbildningen tjänar också som en kanal genom vilken statens lagar och traditioner lärs ut till nya generationer av befolkningen, samt som en rekryteringsprocess där medborgarna plockas till olika områden i samhället och staten. Det sociala skyddsnätet som staten garanterar i utbyte mot skatter kan vidare inbegripa fattigvård, äldreomsorg, sjukvård. Till statens ansvar hör att bevara det sociala landskapet, till exempel landets vägar, parker, museer, trafiklagar, samt främjandet av den inhemska nationalismen och därtill hörande språkvård och kulturpolitik. 
Alla världens stater är arbetsgivare genom den offentliga sektorn. I länder med utbredd socialisering, som i forna Sovjetunionen, har en större del av medborgarna staten som arbetsgivare. Att reglera ägandeförhållanden, tullar och utrikeshandel, ekonomisk makt, penningvärde, arbetsvillkor för anställda och konkurrens mellan företag är fundamentala uppgifter som stater har.

## Statsbegreppet i vetenskapen
Slutet av 1900-talet utmärktes av världsekonomisk globalisering, av rörlighet av folk och kapital, samt av inrättandet av flera internationella institutioner. Alla dessa faktorer bidrog till att inskränka staternas friheter. Fortfarande är emellertid staten den elementära politiska enheten i världen, så som den har varit sedan 1500-talet. Staten är därför det mest primära begreppet i statsvetenskap och studiet av politik, och dess definition är ett hett ämne för debatt. En annan vetenskaplig gren där staten är ett centralt begrepp är politisk filosofi och som skiljer sig från andra akademiska discipliner främst genom sitt normativa angreppssätt. Politiska sociologer som Karl Marx och Max Weber föredrar som regel en vid definition som tar fasta på vålds- och tvångsaspekter. Nationalekonomer som Milton Friedman menar att staten till sin natur är ond och ska hållas så liten som möjligt, och Ludwig von Mises att dess makt borde begränsas till att skydda folks liv och egendom. Andra centrala personer i statsvetenskapen och den politiska filosofin är John Locke, Thomas Hobbes, Jean-Jacques Rousseau, John Stuart Mill, John Rawls och Robert Nozick.
Vid vetenskapliga studier av staten kontrasteras den ofta av samhället. Genom folksuveränitetsprincipen har distinktionen mellan dessa begrepp börjat luckras upp, och båda blir allt svårare att definiera. Under det senare århundradet har fenomen som privatisering, nationalisering och möjligheten till nya samhälleliga kontrollinstanser, gjort att statens gränser blivit otydliga. I dessa sammanhang har Jürgen Habermas bidragit till vetenskapen genom att mynta uttrycket offentligheten för att definiera staten, detta i motsats till klassiska definitioner av Hobbes och G.W.F. Hegel som ser staten i ljuset av dess suveränitet. En del marxister, som Antonio Gramsci, har ifrågasatt distinktionen mellan stat och samhälle, medan andra, som Louis Althusser, menar att institutioner som skola, fackföreningar och kyrka är en del av statens ideologiska apparat. Anarkister och syndikalister förkastar staten därför att de anser den vara klassamhällets, våldet och det ekonomiska förtryckets förutsättning. De tänker sig helt andra sociala organisationsformer, exempelvis direktdemokratiska arbetarråd som federerat sig lokalt, regionalt och nationellt.
Några av de viktigaste strömningarna i samtida statsteori är marxism (till exempel Ralph Miliband och Nicos Poulantzas), pluralism (Robert Dahl) och institutionalism (Theda Skocpol).